# Eric Hedspore
Eric Hedspore (fransk originaltitel Chevalier Ardent) er en tegneserie, der er skrevet og tegnet af François Craenhals. Den omhandler en ung ridder ved navn Eric Hedspore (på fransk Ardent du Walburge), der bliver væbner ved Kong Arthur hof, og den foregår i middelalderen.
Serien blev oprindeligt udgivet mellem 1966-1980 på belgisk og 1966-1986 på fransk i tidsskriftet Tintin. Der er siden udgivet yderligere en række albums, så serien i alt består af 25 albums. Kun ti er dog udkommet på dansk. Tyve albums er udgivet af forlaget Casterman, og fem albums er udgivet af forlaget Paul Rijperman. Serien er på dansk udgivet af Carlsen. Faraos Cigarer genoptog serien i 2015, hvor de indtil videre har udgivet bind 9-10. Serien er meget inspireret af Prins Valiant.

## Vigtige personer
Eric Hedspore
Eric Hedspore er en ung Ridder der bliver væbner ved Kong Arthurs hof. Efter han har besejrede den sorte prins. Han bliver væbner for kongens datter Gwendoline. Eric træner som væbner på slottet men efter noget ballade med fægte mesteren bliver Eric sendt på en mission for at erobre Bastogne tilbage til kong Arthur. Men Bastogne er under ledelse af nogle der kalder sig ulvene fra Bastogne det lykkes dog Eric at jage ulvene ud af Bastogne og dermed erobre Bastogne tilbage til Kong Arthur. Kong Arthur er overaskede over den unge væbners præstation og kongen gør dermed Eric til herre over Bastogne. Efter det kommer Eric ud på mange eventyr rundt om i verden. Eric går hen og bliver forelskede i kongens datter Gwendoline.
- Gwendoline
- Bradroc
- Ridder Gaudin
- Kong Arthur
- Den sorte prins

### Album fra Casterman
1. 1970 Le Prince noir (dansk: Den sorte prins)
2. 1970 Les Loups de Rougecogne (dansk: Ulvene fra Bastogne)
3. 1971 La Loi de la steppe (dansk: Steppens lov)
4. 1972 La Corne de brume (dansk: Troldkvindens horn)
5. 1973 La Harpe sacrée (dansk: Den hellige harpe)
6. 1974 Le Secret du roi Arthus (dansk: Kong Arthurs hemmelighed)
7. 1975 Le Trésor du mage (dansk: Patriarkens skat)
8. 1976 La Dame des sables (dansk: Ørkendronningen)
9. 1977 L'Ogre de Worm (dansk: Kæmpen fra Worm)
10. 1978 La Princesse captive (dansk: Prinsessen i buret)
11. 1979 La Révolte du vassal
12. 1980 Les Chevaliers de l'apocalypse
13. 1981 Le Passage
14. 1983 Le Champion du roi
15. 1985 Le Piège
16. 1987 L'Arc de Saka
17. 1989 Yama, princesse d'Alampur
18. 1991 Retour à Rougecogne
19. 1995 La Fiancée du roi Arthus
20. 2001 Les Murs qui saignent
21. 2003 Lettres de noblesse

### Album fra Paul Rijperman
1. 1979: La Tour sarrasine
2. 1979: La Salamandre
3. 1979: Le Chien des Arboë
4. 1979: Les Loups-garous